# Pearl GTL
Pearl GTL è un importante sito di produzione, trasformazione e sintesi  di gas naturale situato a Ras Laffan, Qatar. Converte gas naturale in GTL e si tratta del più grande stabilimento di gas naturale liquefatto al mondo
La prima fase di effettiva utilizzazione di Pearl GTL è iniziata il 13 giugno 2011.

## Caratteristiche tecniche
Al momento della piena entrata in servizio nel 2012, il polo industriale Pearl GTL permetterà di convertire  1.6 milioni di gas naturale (45×106 m3/d) in 140.000 barili di petrolio e di convertire  120.000 barili di petrolio al giorno (22×103 m3/d) in GTL ed etano. L'automatizzazione del processo integrato e del sistema di controllo dell'impianto principale e dell'impianto di stoccaggio verrà concepito e messo in opera da Honeywell, mentre l'impianto di stoccaggio ed i posti di controllo sono progettati e messa in opera da Invensys. Page Europa è stata sollecitata come integratore globale di Telecom Système per i sistemi di telecomunicazione onshore ed offshore. Il Gruppo ABB è stato impegnato a fornire tutti i sistemi elettrici e di controllo. La prima parte verrà messa in servizio nel 2010, seguita poi dalla seconda parte nel 2011.
Le maggiori aziende coinvolte nella realizzazione del progetto sono KBR (entreprise) e JGC Corporation (Japan Gasoline Company). Altre aziende subappaltatrici sono McDermott International, Chicago Bridge & Iron Company, Consolidated Contractors Company e Descon Engineering Limited Le pompe idrauliche per il processo sont fornite da Flowserve Corporation, le pompe ad  iniezione di prodotti chimici sono di LEWA ed otto diversi impianti di turbine generatrici  per i sistemi di trattamento dell'aria sono fornite da Linde AG. Sei reattori  necessari per il processo Fischer-Tropsch sono forniti dalla MAN AG.
Il progetto Pearl GTL si basa sui fondamenti  del progetto GTL simile ma di scala minore a Bintulu, Malaysia, che è operativo dal 1993. 
L'impianto dovrebbe raggiungere la piena produzione alla metà del 2012.

## Costo
Nel 2003, il costo di progetto venne stimato sui 5000000 $ di dollari. Ciononostante, essendosi dovuto affrontare un enorme aumento delle spese, nel 2007 si sono raggiunti i 18 miliardi di dollari nel 2007. e, secondo fonti di Qatar Petroleum, il costo finale del progetto dovrebbe raggiungere i 24 miliardi. Poiché Shell, secondo il contratto, fornisce gratuitamente l'approvvigionamento e l'immissione del gas nell'impianto, è stato calcolato che il progetto sarebbe stato avviato una volta che il prezzo del petrolio superi i 40 dollari il barile.

## Società di progetto
Il progetto è frutto di un accordo di condivisione della produzione Production sharing agreements (PSA) fra le due parti Qatar Petroleum e Shell.

## Carburante GTL
I principali prodotti dell'impianto Pearl GTL sono la nafta ed i carburanti di trasporto, con paraffina ed olio lubrificante come minori sottoprodotti del processo. Il carburante GTL per i trasporti  può essere utilizzato dai motori diesel pesanti ed è stato dimostrato come presenti un certo numero di vantaggi, quali la riduzione delle emissioni ed il miglioramento delle prestazioni del motore. .